# Hoàng Hằng Mĩ
Hoàng Hằng Mĩ (sinh tháng 12 năm 1940) là Trung tướng Không quân Quân Giải phóng Nhân dân Trung Quốc (PLAAF). Ông từng giữ chức Tư lệnh Không quân Quân khu Thành Đô và Không quân Quân khu Lan Châu.

## Tiểu sử
Hoàng Hằng Mĩ sinh tháng 12 năm 1940 tại Thuật Dương, tỉnh Giang Tô. Tháng 9 năm 1958, ông nhập ngũ vào Không quân PLA. Tháng 12 năm 1961, ông gia nhập Đảng Cộng sản Trung Quốc.
Ông phục vụ ở Sư đoàn 2 Lực lượng hàng không Không quân Quân khu Quảng Châu, khởi đầu là phi công và cuối cùng lên tới vị trí Sư đoàn trưởng. Tháng 5 năm 1983, ông được bổ nhiệm làm Phó Quân đoàn trưởng Quân đoàn 7 Không quân PLA. Tháng 5 năm 1988, ông được bổ nhiệm giữ chức Tư lệnh Sở Chỉ huy Thượng Hải Không quân. Tháng 1 năm 1991, ông được thăng chức lên vị trí Phó Tư lệnh Không quân Quân khu Nam Kinh.
Tháng 12 năm 1993, Hoàng Hằng Mĩ được thuyên chuyển và lại được thăng chức lên vị trí Tư lệnh Không quân Quân khu Thành Đô kiêm Phó Tư lệnh Quân khu Thành Đô. Ông phục vụ ở các vị trí này trong bảy năm, trước khi được chuyển tới các vị trí giống như vậy ở Quân khu Lan Châu. Tháng 12 năm 2003, ông nghỉ hưu.
Tháng 7 năm 1990, ông được thăng quân hàm Thiếu tướng. Tháng 7 năm 1995, ông được thăng quân hàm Trung tướng. Ông là đại biểu Quốc hội khóa VIII (1993-1998).